# Ichiran
Ichiran Ramen(一蘭) è una catena di ristorazione giapponese che serve ramen e specializzata in tonkotsu ramen.
L'azienda è nata a Fukuoka nel 1960 col nome di "Futaba Ramen" (屋台双葉ラーメン). Nel 1966 fu rinominata in "Ichiran"（一蘭 "un'orchidea"). Dopo trent'anni, l'Amministratore delegato Manabu Yoshitomi nel 1993 apre un nuovo locale che divenne il progetto da replicare per la futura apertura di nuovi locali.
Nel novembre 2016 apre negli Stati Uniti a Bushwick (New York). Successivamente ad Hong Kong e a Taipei. Dal 2017 apre altri 65 locali in tutto il Giappone.

## Galleria d'immagini

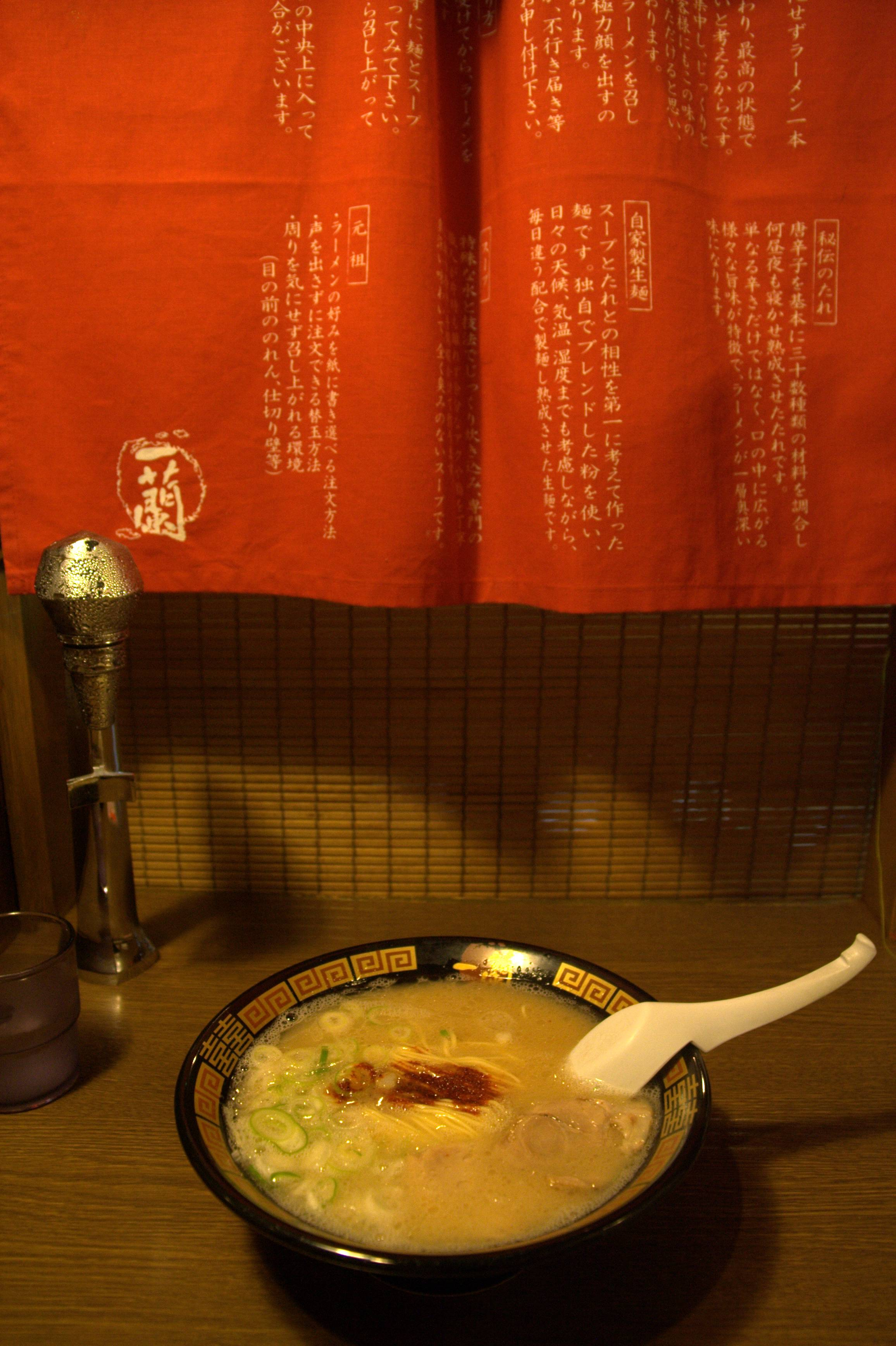
Ramen di IChiran servito in tavoli individuali dietro a una tenda per permettere all'ospite di concentrarsi solo sul Ramen
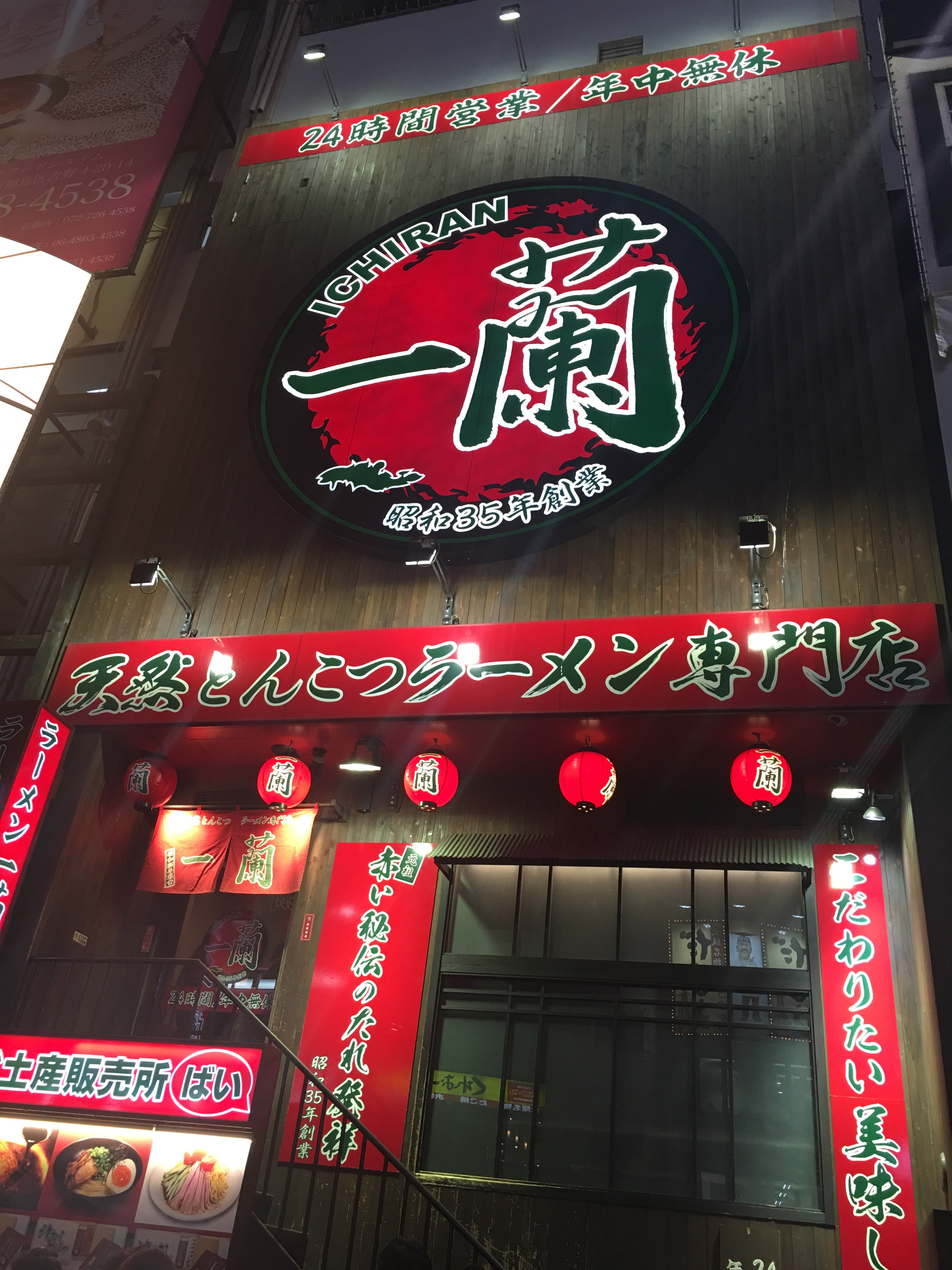
Il ristorante Ichiran in Dōtonbori, Osaka aperto H/24
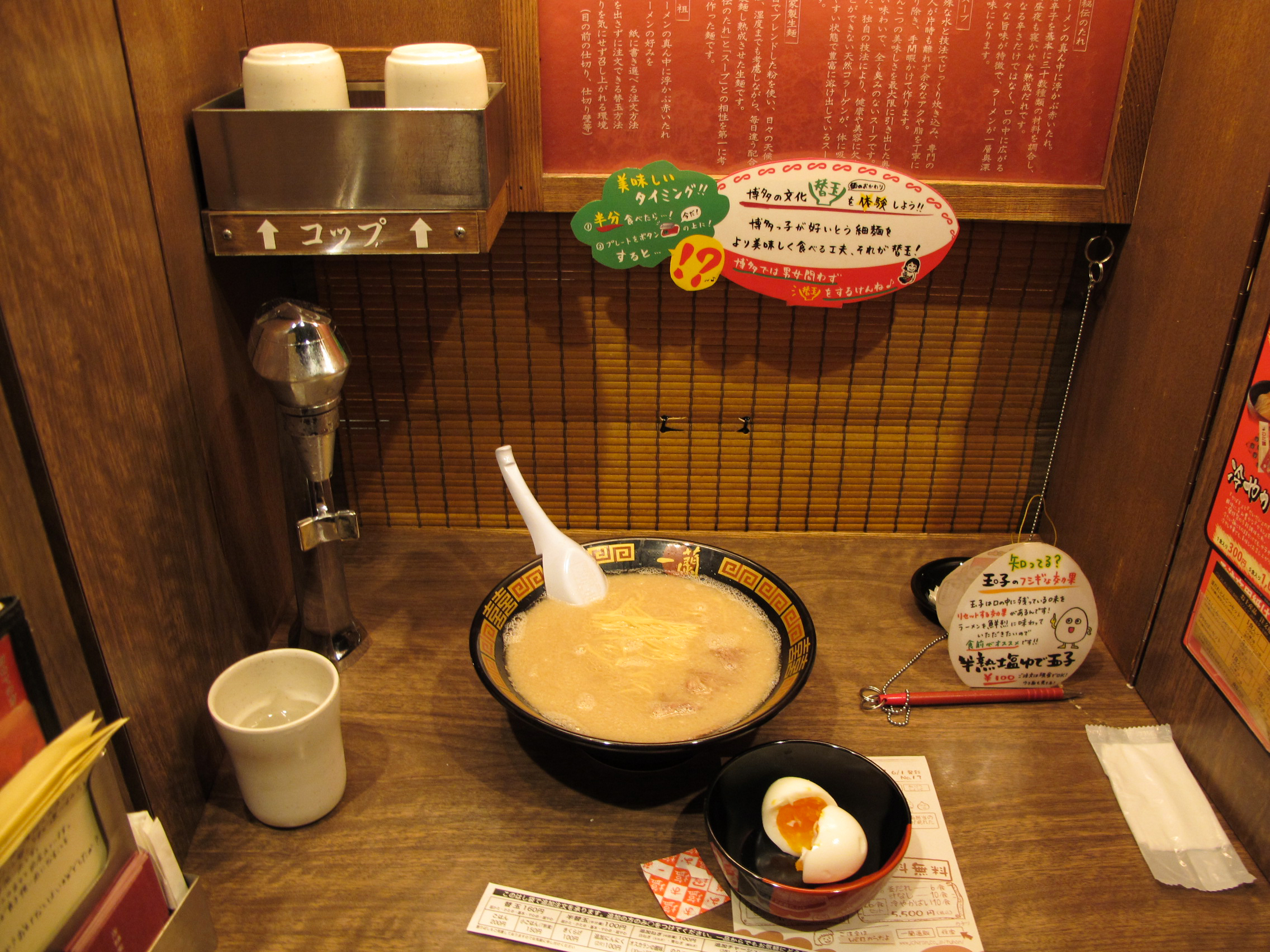
L'equipaggiamento dell'esperienza culinaria da solista all'Ichiran, inclusa l'acqua self-service